# 云南龙竹
云南龙竹（学名：Dendrocalamus yunnanicus）为禾本科牡竹属下的一个种。